# Châtillon-en-Bazois
Châtillon-en-Bazois és un municipi francès, situat al departament del Nièvre i a la regió de Borgonya - Franc Comtat. L'any 2007 tenia 975 habitants.

## Demografia

### Població
El 2007 la població de fet de Châtillon-en-Bazois era de 975 persones. Hi havia 448 famílies, de les quals 180 eren unipersonals (88 homes vivint sols i 92 dones vivint soles), 156 parelles sense fills, 84 parelles amb fills i 28 famílies monoparentals amb fills.
La població ha evolucionat segons el següent gràfic:
Habitants censats

### Habitatges
El 2007 hi havia 690 habitatges, 473 eren l'habitatge principal de la família, 154 eren segones residències i 63 estaven desocupats. 551 eren cases i 136 eren apartaments. Dels 473 habitatges principals, 309 estaven ocupats pels seus propietaris, 131 estaven llogats i ocupats pels llogaters i 33 estaven cedits a títol gratuït; 6 tenien una cambra, 44 en tenien dues, 122 en tenien tres, 142 en tenien quatre i 159 en tenien cinc o més. 325 habitatges disposaven pel capbaix d'una plaça de pàrquing. A 254 habitatges hi havia un automòbil i a 125 n'hi havia dos o més.

### Piràmide de població
La piràmide de població per edats i sexe el 2009 era:
| Homes | Edats   | Dones |
| ----- | ------- | ----- |
| 4     | 95 o +  | 0     |
| 0     | 90 a 94 | 8     |
| 16    | 85 a 89 | 36    |
| 8     | 80 a 84 | 4     |
| 16    | 75 a 79 | 32    |
| 40    | 70 a 74 | 60    |
| 32    | 65 a 69 | 20    |
| 32    | 60 a 64 | 28    |
| 20    | 55 a 59 | 44    |
| 28    | 50 a 54 | 36    |
| 32    | 45 a 49 | 40    |
| 28    | 40 a 44 | 44    |
| 32    | 35 a 39 | 20    |
| 20    | 30 a 34 | 20    |
| 24    | 25 a 29 | 32    |
| 16    | 20 a 24 | 8     |
| 28    | 15 a 19 | 56    |
| 44    | 10 a 14 | 32    |
| 44    | 5 a 9   | 24    |
| 20    | 0 a 4   | 24    |

## Economia
El 2007 la població en edat de treballar era de 526 persones, 335 eren actives i 191 eren inactives. De les 335 persones actives 299 estaven ocupades (160 homes i 139 dones) i 36 estaven aturades (13 homes i 23 dones). De les 191 persones inactives 83 estaven jubilades, 54 estaven estudiant i 54 estaven classificades com a «altres inactius».

### Ingressos
El 2009 a Châtillon-en-Bazois hi havia 465 unitats fiscals que integraven 904,5 persones, la mediana anual d'ingressos fiscals per persona era de 16.578 €.

### Activitats econòmiques
Dels 80 establiments que hi havia el 2007, 2 eren d'empreses extractives, 3 d'empreses alimentàries, 3 d'empreses de fabricació d'altres productes industrials, 14 d'empreses de construcció, 16 d'empreses de comerç i reparació d'automòbils, 3 d'empreses de transport, 7 d'empreses d'hostatgeria i restauració, 1 d'una empresa d'informació i comunicació, 4 d'empreses financeres, 5 d'empreses immobiliàries, 5 d'empreses de serveis, 9 d'entitats de l'administració pública i 8 d'empreses classificades com a «altres activitats de serveis».
Dels 33 establiments de servei als particulars que hi havia el 2009, 1 era una oficina d'administració d'Hisenda pública, 1 gendarmeria, 1 oficina de correu, 2 oficines bancàries, 1 funerària, 2 tallers de reparació d'automòbils i de material agrícola, 1 autoescola, 3 paletes, 3 fusteries, 4 lampisteries, 2 electricistes, 1 empresa de construcció, 3 perruqueries, 2 restaurants, 4 agències immobiliàries i 2 salons de bellesa.
Dels 11 establiments comercials que hi havia el 2009, 1 era un hipermercat, 1 una botiga de més de 120 m², 2 fleques, 2 carnisseries, 1 una peixateria, 2 botigues de roba i 2 floristeries.
L'any 2000 a Châtillon-en-Bazois hi havia 15 explotacions agrícoles que ocupaven un total de 1.197 hectàrees.

## Equipaments sanitaris i escolars
El 2009 hi havia 2 farmàcies i 2 ambulàncies.
El 2009 hi havia una escola elemental.

## Poblacions més properes
El següent diagrama mostra les poblacions més properes.